# Komjáti Zoltán

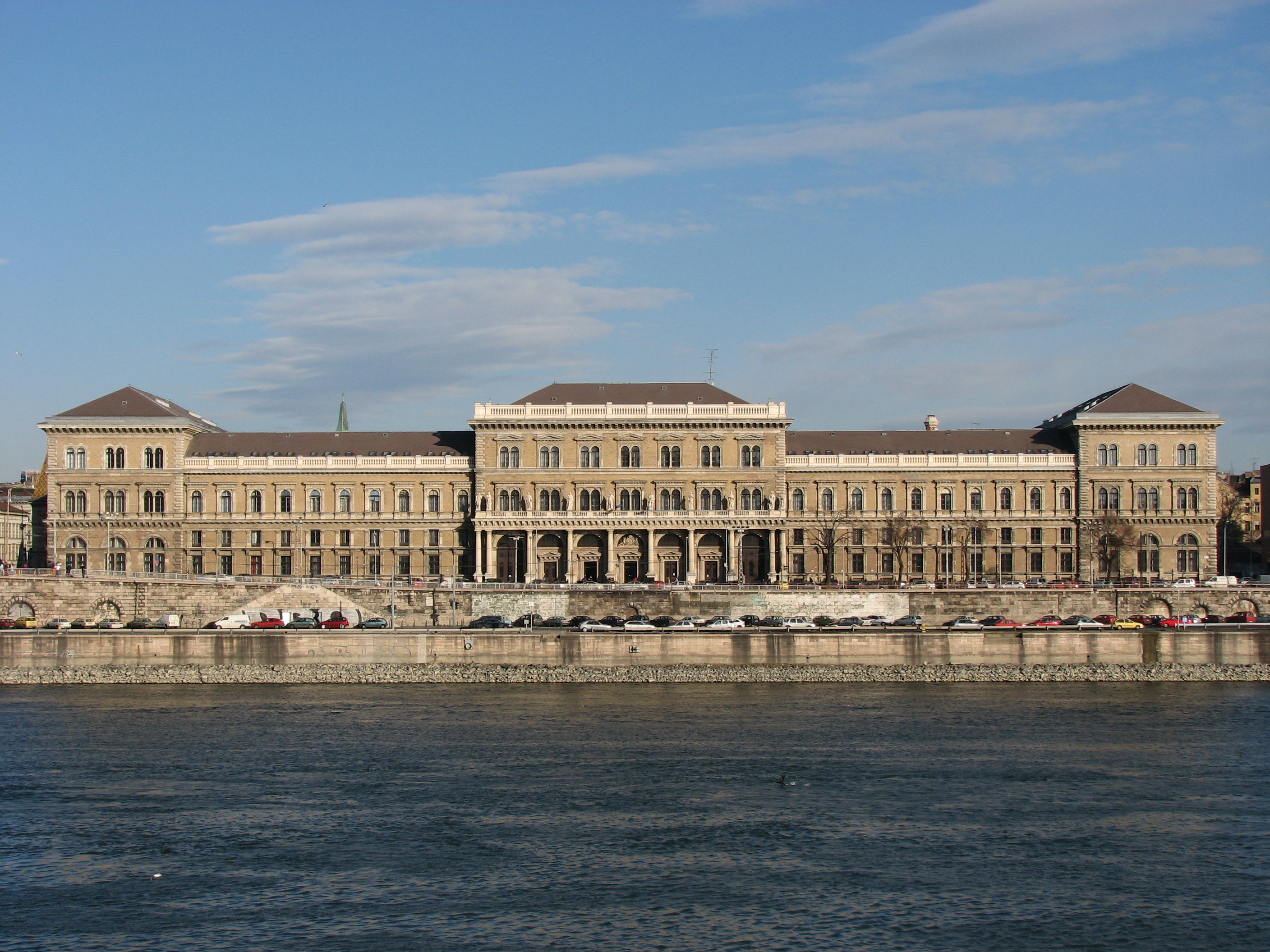
1954–1969 között a Marx Károly Közgazdaságtudományi Egyetemen tanított

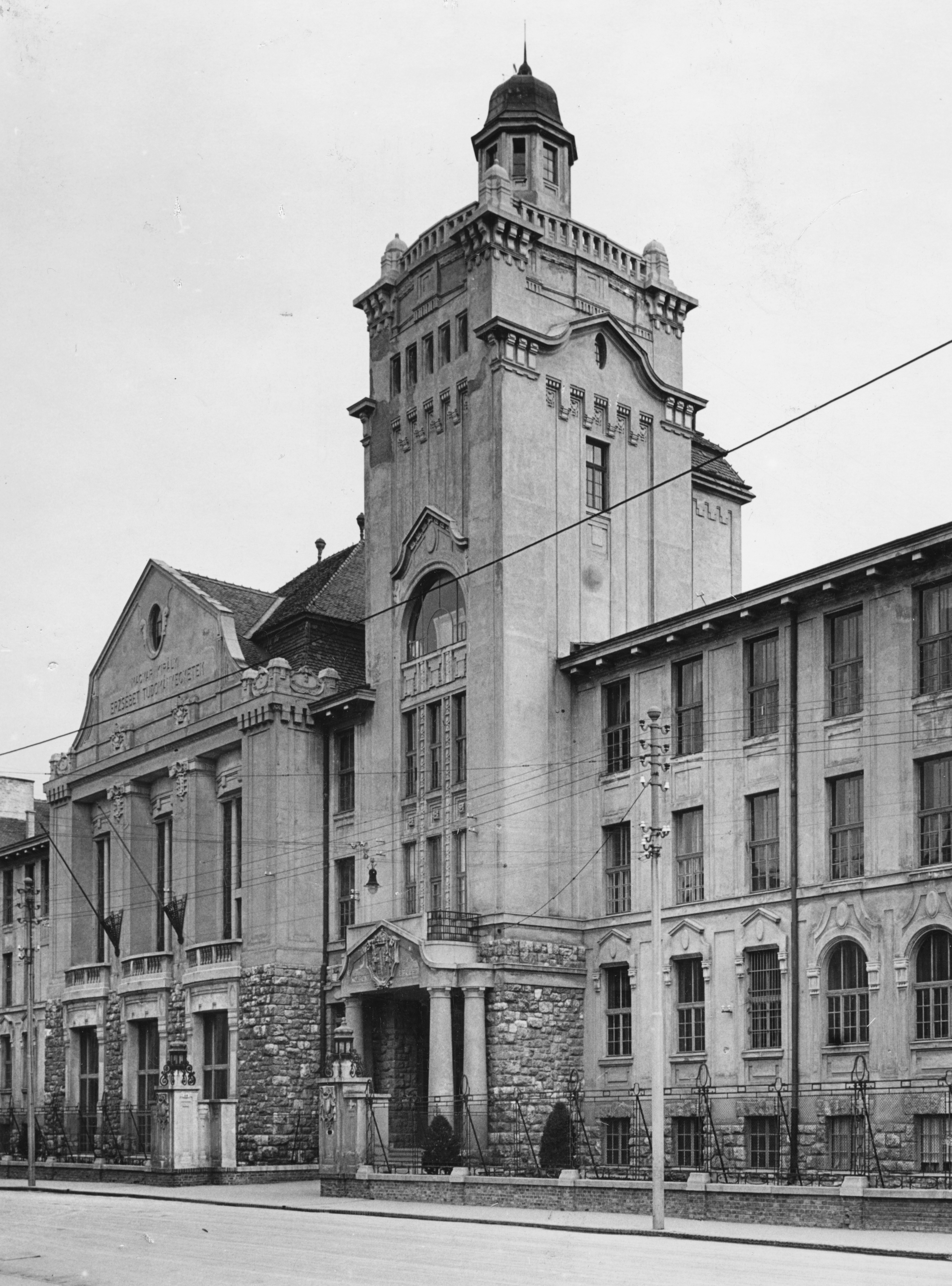
1970–1985 között a Pécsi Tudományegyetemen tanított

Komjáti Zoltán (Monor, 1930. november 15. – Pécs, 1985. június 27.) magyar közgazdász, statisztikus, tanszékvezető.

## Élete
Az elemi iskolát Monoron (1937–1941) végezte, majd a kőbányai Szent László Gimnázium (1941–1949) diákja lett. Ezután tanulmányait a Marx Károly Közgazdaságtudományi Egyetem (MKKE) folytatta, statisztika szakon, ahol 1954-ben közgazdász diplomát szerzett. Az Egyetem Statisztikai Tanszékén kezdett dolgozni, az ipar- és a közlekedés- statisztika volt a kutatási és oktatási területe. Az ipar műszaki színvonala vizsgálatának statisztikai módszerei című kandidátusi értekezését 1966-ban védte meg. 1966-ban kinevezték egyetemi docensnek. 1970-ben a vállalatgazdaságtani tanszék vezetőjének választották Pécsett, a Marx Károly Közgazdaságtudományi Egyetem Kihelyezett Nappali Tagozatán. A tanszéket haláláig vezette. A Kihelyezett Tagozat 1975-ben önálló karrá alakult: Pécsi Tudományegyetem Közgazdaságtudományi Kar (KTK).
Megszervezte a vállalatgazdaságtan tanszéken belül a vállalati gazdaságtan, a vállalati szervezés és tervezés, a vállalati prognosztika, az agrár gazdaságtan és belkereskedelem tantárgyainak az oktatását, a tanszék oktatói önálló tananyagokat írtak és széleskörű publikációs tevékenységet folytattak. Munkatársai közül később akadémikus lett Bélyácz Iván, a Magyar Tudományos Akadémia tagja és osztályelnöke, az (MTA) doktora lett Barakonyi Károly, Buday-Sántha Attila, Sipos Béla, Poór József, Szabó Gábor és Veress József. Habilitált egyetemi tanár lett Farkas Ferenc és László Gyula. Nagy szerepet játszott a „Pécsi Iskola” létrehozásában. Kutatócsoportot vezetett: A Mecseki Szénbányák munkaerő helyzete és várható alakulása 1980-tól 2000-ig (1979)
Felesége Budai Júlia magyar–történelem szakos középiskolai tanár volt. Két fia Zoltán és Gábor szintén közgazdászok lettek, unokája Donát (2001) szintén közgazdasági pályára ment, Angliában tanul.

## Munkássága
- Komjáti Zoltán (1930-) 77 publikációjának az adatai. OSZK. Katalógus.[8]
- Művei:[7]
- Iparstatisztikai elemző példatár. Rácz Alberttel. Közgazdasági és Jogi Kiadó. 1962. 1966.
- Az energiaellátottság vizsgálata az iparban. Statisztikai Szemle. 1965. május.[9]
- Közlekedés-statisztikai példatár. Budapest. Tankönyvkiadó. 1971.
- A főágazati teljesítmények és a járműállomány kapacitásának kihasználása. Statisztikai Szemle. 1977. május.[9]
- Komjáti Zoltán-Pintér József. A főbb anyagféleségek felhasználásának értékelése egy volán vállalatnál. Közlekedéstudományi Szemle, 1977 (27. évfolyam) 7. szám.[10]
- Új formák és módszerek a felnőttoktatás hatékonyságának fokozására. Felsőoktatási Szemle, 1977 (26. évfolyam) 7-8. szám.[11]
- A munka termelékenységéről. Studia oeconomica auctoritate Universitatis Pécs publicata. Pécs. PTE. 1979.
- A műszaki fejlődés és hatása a munkaerőstruktúrára. Közgazdasági Szemle. 1979. június.[12]
- Wzrost przedsiȩbiorstwa i jego główne czynniki: Ogólne o wzroście. Lodz. 1982. Különlenyomat az Acta Universitatis Lodziensis Folia Oeconomica 25, 1982. kötetéből.
- Az autóközlekedési vállalatok vizsgálata. Statisztikai Szemle. 1982. május.[9]
- Az áruszállítási teljesítmények vizsgálata. Statisztikai Szemle. 1984. november.[9]
- Ipari gazdasági ismeretek. Pécsi Janus Pannonius Tudományegyetem Közgazdaságtudományi Kar. Budapest. Tankönyvkiadó, 1984.
- Vállalati gazdaságtan. Pécsi Janus Pannonius Tudományegyetem Közgazdaságtudományi Kar. Budapest. Tankönyvkiadó, 1984.
- A Volán-vállalatok tehergépjármű kormányának műszaki színvonala. Közlekedéstudományi Szemle, 1984. (34. évfolyam) 8. szám.[13]
- Az iparvállalatok egyes gazdaságtani kérdései. Pécsi Janus Pannonius Tudományegyetem Közgazdaságtudományi Kar. Budapest. Tankönyvkiadó, 1984.
- A költséggazdálkodás vizsgálata a közúti szállítási vállalatoknál. Statisztikai Szemle. 1985. október.[14]
- Vállalati gazdaságtan: példatár. Budapest. Tankönyvkiadó, 1986.

## Díjai, elismerései
- 1961 Testnevelés és Sport Érdemes Dolgozója[7]
- 1969 Az Oktatásügy Kiváló Dolgozója
- 1978 Akadémiai Díj
- 1982 KSH Nívódíja